# Ermita de la Santa Creu (Menàrguens)
L'Ermita de la Santa Creu és una obra de Menàrguens (Noguera) inclosa a l'Inventari del Patrimoni Arquitectònic de Catalunya.

## Descripció
Edifici de caràcter religiós, del segle XVII-XIX, realitzat en pedra i arrebossat.
Petita ermita de planta rectangular. Accés al sud per una senzilla porta d'arc de mig punt i damunt ella una petita finestra i a sobre una creu. Coberta a doble vessant i de teules.

## Història
Aquesta ermita es troba als afores del poble, a la carretera d'Albesa, i és de propietat particular. Cada dilluns de Pasqua es realitza u aplec a aquesta ermita, durant la resta de l'any es troba tancada.
Aquesta ermita es troba al mig d'unes propietats, i era de propietat particular fins que el propietari donà una part dels terreny i l'ermita al poble, per tant en aquest moment és de propietat municipal.